# عبد الرحمن محمد عبد الله
الدكتور عبد الرحمن محمد عبد الله (عِرُّو) (24 أبريل 1955) سياسي من أرض الصومال، شغل منصب رئيس مجلس النواب في أرض الصومال في أول برلمان منتخب. وانتُخب لهذا المنصب في نوفمبر 2005 وظل فيه حتى أغسطس 2017. كما سبق أن شارك عبد الله في تأسيس حزب العدالة والتنمية. وهو كذلك مؤسس ورئيس حزب وطني.
فاز زعيم المعارضة في جمهورية أرض الصومال المعلنة من جانب واحد، عبد الرحمن محمد عبد الله، بالانتخابات الرئاسية في جمهورية صوماليلاند.
اشتهر باسم عرو، وقد فاز بنسبة 64% من الأصوات ليصبح سادس رئيس لأرض الصومال منذ انفصالها عن الصومال في عام 1991.    
تغلب الدكتور عبدالرحمن محمد عبدلله البالغ  من العمر 69 عامًا، وهو رئيس سابق لبرلمان أرض الصومال، على الرئيس الحالي موسى عبدي بيهي، الذي حصل على 35% من الأصوات.    
وقال عرو "نحن جميعا فائزون، لقد فازت دولة أرض الصومال"، وأشاد بالجميع على التصويت السلمي الذي جرى في 13 نوفمبر/تشرين الثاني 2024وشهده دبلوماسيون من تسع دول أوروبية والولايات المتحدة. 
سيؤدي اليمين الدستورية في 14 ديسمبر/كانون الأول، 
ولد عرو في هرجيسا، وذهب إلى المدرسة في الصومال ثم التحق بالجامعة في الولايات المتحدة - وتخرج بدرجة الماجستير في إدارة الأعمال.
بعد الجامعة، سعى إلى العمل الدبلوماسي، وانضم إلى الخدمة الخارجية الصومالية في عام 1981.
تم إرساله إلى موسكو حيث عمل في سفارة الصومال. أثناء الحرب الأهلية، أصبح سفيرًا بالنيابة للبلاد لدى الاتحاد السوفييتي السابق.
فر العديد من الناس من الصومال أثناء الصراع الذي مزق الأمة، بما في ذلك عائلة عرو التي ذهبت للعيش في فنلندا.
تمكن من لم شملهم هناك وحصل على الجنسية الفنلندية.
عاد عرو إلى أرض الصومال بعد عدة سنوات، ودخل السياسة في عام 2002 كمؤسس مشارك لحزب العدالة والرفاهية المعارض (UCID).
واصل العمل كرئيس للبرلمان لمدة 12 عامًا.
كان خلال هذا الوقت أسس حزب وطني، الذي نما ليصبح قوة سياسية قوية في أرض الصومال وفاز على تذكرته في انتخابات هذا العام. 